# Sankt Martin im Sulmtal
Sankt Martin im Sulmtal est une commune autrichienne du district de Deutschlandsberg en Styrie.

## Jumelage
- Krempe (Allemagne)